# Enrique I de Werle
Enrique I (m. 8 de octubre de 1291) fue un príncipe de Mecklemburgo-Werle y Mecklemburgo-Güstrow.

## Biografía
Era hijo del príncipe Nicolás I de Mecklemburgo-Werle y su esposa la princesa Juta de Anhalt, la hija del príncipe Enrique I de Anhalt y su esposa la princesa Irmgard de Turingia. Enrique y su hermano Juan gobernaba Mecklemburgo-Werle conjuntamente siguiendo la muerte de su padre el 10 de mayo de 1277.
Enrique y su hermano gobernaron conjuntamente hasta 1283 cuando Enrique fundó el principado de Mecklemburgo-Güstrow mientras Juan asumió residencia en el principado de Mecklemburgo-Parchim que gobernó conjuntamente con el príncipe Pribislao II. El reinado de Enrique en Güstrow llegó a un fin el 8 de octubre de 1291 después de que fuese asesinado cerca de Saal por sus dos hijos Enrique y Nicolás los cuales le sucedieron.

## Matrimonios y descendencia
Enrique estuvo casada dos veces; primero en 1262 con Rikissa Birgersdotter (m. 1288), con los siguientes hijos:
- Enrique II de Werle (m. 1308) se casó con Beatriz de Pomerania (m. 1315-16), hija de Barnim I de Pomerania
- Nicolás de Werle-Güstrow (m. 1298)
- Rixa de Werle (m. 1317) se casó con Alberto II, duque de Brunswick-Gotinga

Se casó por segunda vez en 1291 con Matilde de Brunswick-Luneburgo (m. 1302) la hija de Juan de Brunswick, duque de Luneburgo.